# Hélène Monette
Pour les articles homonymes, voir Monette.
Hélène Monette, née le 11 juin 1960 à Saint-Philippe-de-Laprairie, et morte le 25 juin 2015, est une poète et romancière québécoise.

## Biographie
Hélène Monette effectue des études en littérature à l'université du Québec à Montréal et à l'université Concordia. Elle cofonde le magazine Ciel variable, ensuite rebaptisé CV photo,.
Auteure d'une vingtaine d'ouvrages, elle publie des poèmes dans la revue Mœbius, des récits, ainsi que deux romans, Le Goudron et les Plumes et Unless, parus au cours des années 1990. Le premier est finaliste du grand prix du livre de Montréal. En 2009, elle est lauréate du prix du Gouverneur général de poésie pour Thérèse pour joie et orchestre.
Elle meurt d'un cancer en juin 2015.

## Œuvre

### Poésie
- 1982 : Passions - poésie manifeste, La Prairie : Éditions de la P'tite Voisine, 24 p. ; 28 cm.  — Note : auto-édition.
- 1987 : Montréal brûle-t-elle?  - poésie, Trois-Rivières : Écrits des Forges, coll. « Les Rouges-gorges », 81 p. ; 18 cm.   (ISBN 2890461122) (broché) ; réédition avec traduction espagnole, Montréal brûle-t-elle?  - Arde Montreal? , traducción Lorenza Fernández del Valle, Mexico : Ediciones del Ermitaño ; Trois-Rivières : Écrits des Forges, Minimalia, 1998, 183 p. ; 22 cm.  (ISBN 2-89046-468-7) (Écrits des Forges) (broché)
- 1990 : Lettres insolites - poésie, Trois-Rivières : Écrits des Forges, coll. « Les Rouges-gorges », 94 p. ; 18 cm.   (ISBN 2890461955) (broché)
- 1992 : Le diable est aux vaches - poésie, Trois-Rivières : Écrits des Forges, 108 p. ; 22 cm.   (ISBN 2-89046-249-8) (broché)
- 1994 : Kyrie Eleison - poésie, Montréal : Les Herbes rouges, 69 p. ; 21 cm.   (ISBN 2-89419-056-5) (broché)
- 1997 : Plaisirs et Paysages kitsch - contes et poèmes, Montréal : Boréal, 198 p. : ill. ; 22 cm.   (ISBN 2-89052-830-8) (broché)
- 1999 : Le Blanc des yeux - poésie, Montréal : Boréal.  (ISBN 2-89052-993-2)
- 2001 : Un jardin dans la nuit - contes et poèmes, Montréal : Boréal.  (ISBN 2-7646-0090-9)
- 2004 : Il y a quelqu'un?  - poèmes, Montréal : Boréal, 299 p. ; 22 cm.  (ISBN 2-7646-0286-3) (broché)
- 2008 : Thérèse pour joie et orchestre, Montréal : Boréal, 160 pages,  (ISBN 978-2-7646-0625-4).  Notes : Poèmes.  Ce livre est dédié implicitement à la mémoire de Thérèse Monette, sœur de l’auteure.
- 2011 : Là où était ici, Montréal : Boréal, 144 pages,  (ISBN 978-2-7646-2100-4)
- 2014 : Où irez-vous armés de chiffres? : Boréal, 132 pages,  (ISBN 9782764622957)

### Romans
- 1993 : Le Goudron et les Plumes - roman, photographies de Danielle Bérard, Montréal : XYZ, 127 p. : ill. ; 26 cm.   (ISBN 2-89261-084-2) (broché).  Notes : Album 8x10; coll. « Les Vilains » ; réédition, Montréal : Boréal, Boréal compact, 129 p., 2001  (ISBN 2-7646-0117-4)
- 1995 : Unless - roman, Montréal : Boréal, 187 p. ; 22 cm.  (ISBN 2-89052-712-3) (broché) ; réédition, Paris : Verticales, 171 p. ; 21 cm., 1998  (ISBN 2-84335-007-7) (broché)

### Recueils de nouvelles
- 1992 : Crimes et Chatouillements - récits, Montréal : XYZ, coll. « Les Vilains », 152 p. ; 21 cm.   (ISBN 2892610591) (broché) ; réédition, Montréal : Boréal, 120 p., 2000  (ISBN 2-7646-0050-X)
- 2001 : Un jardin dans la nuit - nouvelles, Montréal : Boréal, 192 p.  (ISBN 9782764600900)

### Autres publications
- 2014 : Où irez-vous armés de chiffres ?, Montréal : Boréal, 132 pages,  (ISBN 978-2-7646-2295-7)
- 2018 : Le monde n'est pas du monde,  Trois-Rivières : Écrits des Forges, 287 pages,  (ISBN 9782896453603)

## Honneurs
- 1997 - Finaliste au Prix du Gouverneur général de poésie, Plaisirs et Paysages kitsch
- 2001 - Finaliste au Prix du Gouverneur général de poésie, Un jardin dans la nuit
- 2009 - Lauréate du Prix du Gouverneur général de poésie, Thérèse pour joie et orchestre